# 甲武鉄道の電車
甲武鉄道の電車（こうぶてつどうのでんしゃ）

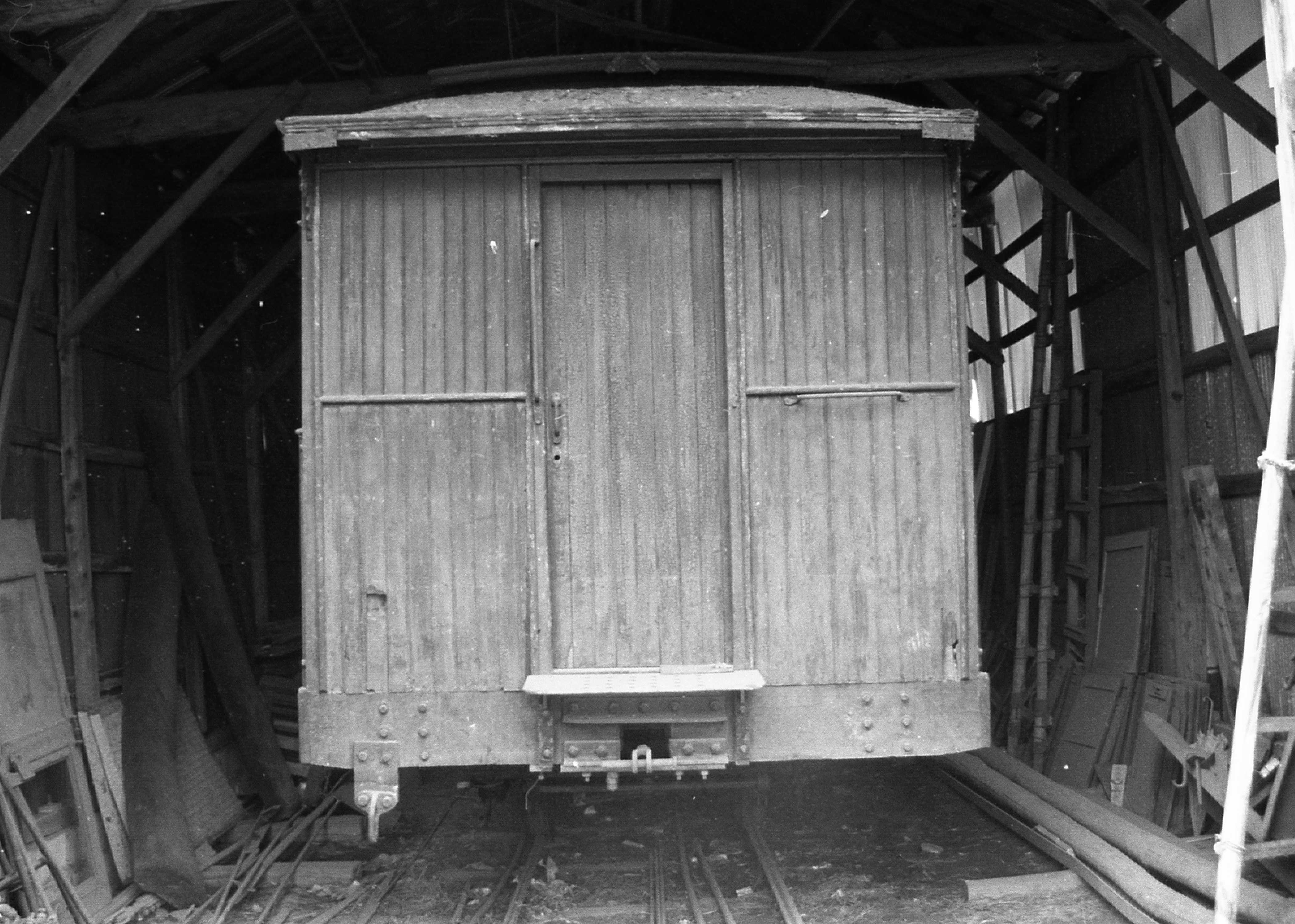
松本電気鉄道ハニフ1

本項では、甲武鉄道（現在の東日本旅客鉄道中央本線の一部の前身）が1904年（明治37年）8月の飯田町 - 中野間電化に際し、製造した電車群について記述する。これらの電車は、1906年（明治39年）10月1日の甲武鉄道国有化にともなって、国有鉄道に引き継がれ、日本の国有鉄道における最初の電車となった。国電（近距離電車）の祖とも呼べる存在である。

## 概要

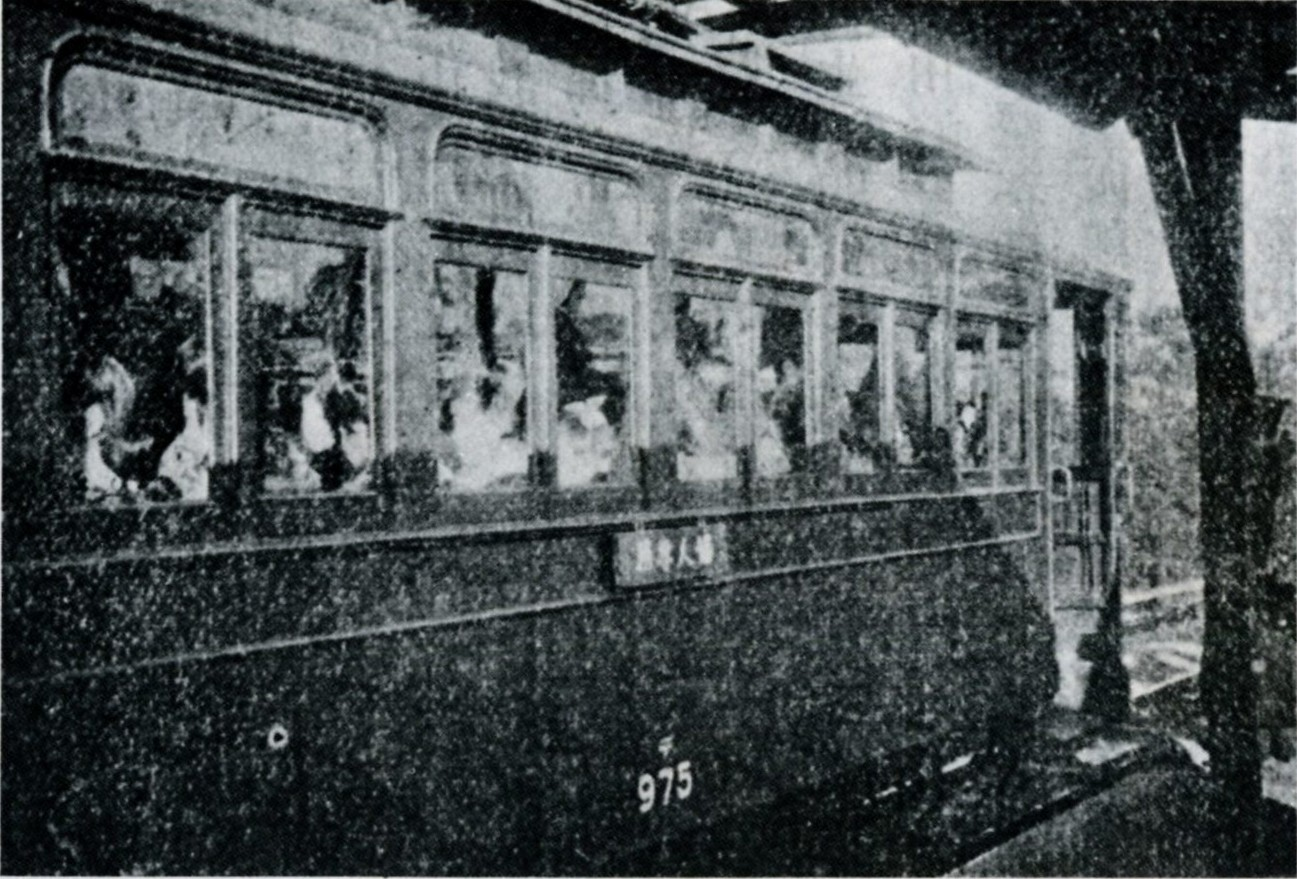
デ963形デ975　中央線の婦人専用電車(1912年)

1904年の電化に伴って甲武鉄道が導入した電車は、全長10mあまりの二軸車であった。しかしながら、これらの電車はねじ式連結器と総括制御機能を備えており、郊外電車として連結運転が可能で、単車で運行する路面電車とは一線を画する車両であった。主電動機や、制御装置等の電装品はアメリカのゼネラル・エレクトリック社から、台車は同じくブリル社製の二軸台車21Eを輸入し、自社の飯田町工場で車体を新製した。この二軸台車の軸距は10ft（約3m）で車体の割に短く、ピッチング（前後の揺れ）が激しかったという。
電動機は、1904年製の車両にはゼネラル・エレクトリック社製の出力45PSのものが、1906年以降増備分の車両にはウェスチングハウス社製の出力50馬力のものがそれぞれ使用され、どちらも1両に2個装備した。集電装置は2線式のトロリーポールで、両運転台車は車体前後の屋根上に1対ずつ4本、片運転台車は後部に1対2本のポールを装備した。
車体は、前後に開放式の出入り台を設けたオープンデッキ式で、出入り台の中央部に運転台が設けられていたが、出入り台には一般旅客と運転手の間の仕切りはなかった。また、前面の窓部分は前方に一段張り出しており、前面に3枚、一段張り出した部分の両側面に1枚ずつの計5枚の窓が設けられていた。ヘッドライトは前面窓下に1灯を設置した。側面は2個一組の下降窓が6対並び、その上部の幕板にはアーチ状の飾り窓が設けられていた。屋根は、客室部のみをモニタールーフとしていた。
この電車は、1904年に二等三等合造車3両を含む16両が製造され、電化区間の延伸に伴って1906年度に12両を増備、さらに国有化後の1909年（明治42年）度に新宿車庫で4両が製造され、計32両が出揃った。この他に、二軸客車改造の制御車が4両製作されている。

## 基本形式
1907年の国有化時には28両の電車が引き継がれたが、当面は甲武鉄道時代の記号番号のまま使用され、1909年に鉄道院によって追造された車両もその続番が付与された。1910年（明治43年）3月には、鉄道院による新しい車両形式称号規程の制定により、車内設備と運転台が片側か両側かで3形式に分けられた。その後、前述の付随車が改造により製作されている。

### ニデ950形
1904年自社飯田町工場製で、元は二等三等車合造の片運転台型制御電動車である。国有化後の1909年（明治42年）11月に、昌平橋 - 中野間の二等特定運賃廃止に伴い、二等室を荷重2tの荷物室に変更し、側窓2枚を潰して荷物用の引戸が設けられた。1910年の形式称号規程制定にともない、ニデ950形とされ、3両が本形式となった。
これらの甲武鉄道時代の記号番号は、ろは2, 4, 5で、番号順に950 - 952とされている。1911年（明治44年）度にはデ963形から1両（980）が、1912年（明治45年）度には、2両（956, 971）が改造され、本形式に編入（953 - 955）されたが、954, 955は同時に電装を解除され、片運転台式の制御車となっている。
950形式図

### デ960形
1904年自社飯田町工場製のニデ950形と対になる片運転台型の三等制御電動車で、国有化時の記号番号はは2, 4, 5で、鉄道院の形式称号規程制定時には、デ960形（960 - 962）とされている。甲武鉄道時代の番号は、ニデ950形となった二等三等合造車と同じであるが、後述のデ963形となったもののうち、14 - 16が欠番となっており、「ろは」または「は」のいずれかが、この番号を称していたとも推定されるが、この改番を証する文献は未発見である。
末期には、960, 962が片運転台式の制御電動車、961は電装解除されて制御車となっていた。
960形式図

### デ963形
計26両が製造された、甲武鉄道の電車を代表する形式で、甲武鉄道の4輪（2軸）電車全体をデ963系と呼称することもある。甲武鉄道時代には、1904年には1, 3, 6 - 13の10両、1906年には17 - 27の11両は飯田町工場で、は28が新宿車庫で製造され、国有化後の1909年には、ハ29 - 32の4両が新宿車庫で製造されている。外観はニデ950形、デ960形とほとんど変わることがない。1910年、鉄道院の車両形式称号規程の制定時には、番号順にデ963形（963 - 988）に改められた。
前述のように、1912年に3両が半室荷物車に改造され、ニデ950形に編入された。その後は後継のボギー車の増備にともなって電装品を流用され、1914年（大正3年）度の時点では、973 - 979, 981 - 987の14両が両運転台式の制御電動車、残りの963 - 965, 967 - 970, 972, 988の9両が片運転台式の制御車となっていた。
963形式図

### デ989形
1911年度に、甲武鉄道引継ぎの4輪客車を片運転台式の制御車に改造したもので、計4両が新橋工場で改造製作された。種車は、デ989が1896年（明治27年）三田製作所製のハ2304形（2313。甲武鉄道は21）、デ990 - 992が1897年（明治30年）近岡工場製のハ2478形（2479, 2480, 2478。甲武鉄道は23, 24, 22）である。
甲武鉄道では電動車の2両編成、電動車の間に制御回路の引き通しを設けた付随車を挟み込んだ3両編成でも運用されていたのが知られているが、これらの客車についての詳細はよく解っていない。本節のデ989形はこれらとは無関係である。

## ホイールベースの延長
甲武鉄道の電動車のホイールベースは10ftであったが、車体長の割にホイールベースが短いため、前後の動揺（ピッチング）や蛇行動（ヨーイング）が激しく、その改善のため、1909年に一部の車両についてホイールベースの延長が行われた。台車を分割してその間に鋼材を継ぎ足し、2ft6in延長したものである。この改造は、これらが私鉄に譲渡された後にも行われている。

## 譲渡
これらの4輪電車は、後継のボギー電車（ホデ1形。後のホデ6100形）の増備にともなって余剰となり、1914年度から1915年（大正4年）度にかけて電装品を新製車に譲り渡し、客車として当時勃興しつつあった地方私鉄の開業用に譲渡された。譲渡先の私鉄と両数は、次のとおりである。
- 信濃鉄道（現在の東日本旅客鉄道大糸線） - ニデ950形4両、デ960形2両、デ963形10両、計16両[2][3]
- 佐久鉄道（現在の東日本旅客鉄道小海線） - デ963形6両[2]
- 三河鉄道（現在の名古屋鉄道三河線） - ニデ950形2両、デ963形8両、計10両[2]
- 南薩鉄道（後の鹿児島交通枕崎線） - デ989形4両[2]

### 信濃鉄道
信濃鉄道へは、1914年および1915年に16両が譲渡された。これらは三等車（ハ）11両、二等緩急車（ロブ）1両、二等荷物合造緩急車（ロニブ）4両として使用された。番号の新旧対照は次のとおりである。
- デ960 → ハ1
- デ962 → ハ2 → ハフ1
- デ964 → ハ3
- デ983 → ハ4

- デ985 → ハ5 → ハフ2
- デ968 → ハ6 → ロハフ1
- デ967 → ハ7
- デ979 → ハ8

- デ977 → ハ9
- デ987 → ハ10 → ハ5[II]
- デ984 → ハ11 → ハ6[II]
- デ982 → ロブ1

- ニデ950 → ロニブ1
- ニデ952 → ロニブ2
- ニデ955 → ロニブ3
- ニデ953 → ロニブ4

これらは、1925年（大正14年）の電化にともなって廃車されたが、そのうちの2両（ロハフ1, ハ8）は筑摩鉄道（後の松本電気鉄道。現在のアルピコ交通）に譲渡された。これらはハフ1, ハフ2として使用され、1932年（昭和7年）にはそれぞれ荷物室を設ける改造を受けハニフ1, ハニフ2に改称した。このうちハニフ1は1949年（昭和24年）に休車、1955年（昭和30年）に廃車となったが、その後も同社の新村車庫に保管された。一方のハニフ2は、1938年（昭和13年）に松本電気鉄道で廃車されている。なお同車には廃車後布引電気鉄道に譲渡されたという説があるが、真偽ははっきりしていない。

### 佐久鉄道
佐久鉄道へは、1915年に開業用として元デ963形が6両譲渡されている。佐久鉄道では二等三等合造車、三等車として使用された。新旧番号対照は次のとおりである。
- デ969 → ロハ1 → ハユフ4
- デ972 → ロハ2 → ハユフ5
- デ965 → ハ3 → ロハ3 → ハ8

- デ970 → ハ4 → ハ1[II]
- デ973 → ハ5 → ハ2
- デ976 → ハ6 → ハ3

佐久鉄道は、1934年（昭和9年）9月1日付けで国有化され、鉄道省小海北線の一部となったが、この時点でハユフ4, ハユフ5, ハ8の3両が残存しており、再び国有鉄道籍となった。これらは、国有化直後に休車となり、同年中に廃車された。
それ以前の1926年（大正15年）11月には、3両（ハ1, ハ2, ハ3）が、新宮鉄道（現在の紀勢本線の一部）に譲渡され、同社のハ14, ハ15, ハ16となった。これらは、時期不詳であるがハ24, ハ25, ハ26と改番され、1934年7月1日付けで国有化、再び国有鉄道籍となった。また、これらはホイールベースの延長改造が行われ、ハ14, ハ16は13ftに、ハ15は13ft6inとされている。
国有化後も新宮鉄道時代の記号番号のままであったが、ハ24とハ25は1940年の廃車後、1942年（昭和17年）庄内交通に譲渡され、同社のハ12, ハ13となった。両車とも入線直後に、国鉄土崎工場で鋼体化されたが、寸法や台車が全く異なり、名義上車籍は繋がっているものの、まったく別物に振り替えられてしまっている。両車は、1955年6月に廃車となっている。
一方のハ26は、1943年（昭和18年）7月に鹿島参宮鉄道に譲渡され、同社のハ20形（21）となった。同車は鉾田線で電車時代の原型を留めたまま使用され、1955年12月に廃車となった。

### 三河鉄道
三河鉄道へは、1914年に廃車された10両が1917年（大正6年）に譲渡され、三等車、二等緩急車として使用された。新旧番号対照は次のとおりである。
- デ986 → ハ21
- デ988 → ハ22
- デ961 → ハ23
- デ963 → ハ24

- デ974 → ハ31
- デ975 → ハ32
- デ978 → ハ33
- デ981 → ハ34

- ニデ951 → ロブ41 → ハブ41
- ニデ954 → ロブ42 → ロハブ42 → ハブ42

三河鉄道の本系列も、電化によって電車に置き換えられることになり、1927年（昭和2年）から1929年（昭和4年）にかけて、全車が廃車された。そのうち1両分の車体が刈谷工場で倉庫として利用されていたが、1953年（昭和28年）頃に解体されたという。

### 南薩鉄道
南薩鉄道へはデ989形4両が譲渡されており、三等車として使用された。新旧番号対照は次のとおりである。
- デ990 → （ハ25） → ハフ53
- デ991 → ハ26
- デ992 → （ハ27） → ロハ13 → ハ31
- デ990 → ハ28

このうちハ25とハ27は、ハフ53, ロハ13として落成したものらしく、実在したかどうかは疑わしい。ハ31は1941年（昭和16年）6月に傍系の薩摩中央鉄道（後の鹿児島交通知覧線）に譲渡され、同社のハ30となった後、1943年に南薩鉄道に合併され、1953年6月に廃車となった。
ハフ53，ハ26，ハ28については、1939年（昭和14年）4月に貨車（無蓋車）への改造認可がされていたが、ハフ53は1946年ごろに廃車、ハ26，ハ28については1944年（昭和19年）3月認可で東武鉄道に譲渡されて同社のハ123, ハ124となり、日光線で使用されたという。

## 保存
本系列のうち、信濃鉄道から松本電気鉄道に移ったデ968 → ハニフ1については、国鉄電車の祖としての価値が認められ、廃車後も同社新村車庫に設けられた専用の庫内に保存された。その間、何度も国鉄による保存計画が取り沙汰されたものの、実現に至ることはなかった。しかし、2007年（平成19年）10月14日に開館した鉄道博物館で保存展示が決定し、同年3月に東日本旅客鉄道へ寄贈され、ハニフ1の状態のままで展示された。
デ968の状態への復元はその後検討されていたが、「妻面の窓が埋められた上運転台を撤去」「荷物室化のために窓を2枚分埋めて扉を設置」「その横にあったデッキ部分に窓2枚分の壁を新設、自動連結器化、車輪を客車用の松葉スポーク車輪に交換」「デッキ側の出窓の下にある信濃鉄道の社紋を象った装飾も取り外す必要がある」など変遷が多い上、当時の資料も少なく復元は容易ではないことから断念された。その後2018年（平成30年）4月26日より、車体にプロジェクションマッピングでデ968時代の再現映像を投影している。